# Ida Democh-Maurmeier
Ida Democh-Maurmeier (geborene Democh, * 27. Januar 1877 in Statzen bei  Kallinowen in Ostpreußen; † 1950) war die erste in Deutschland approbierte Ärztin. Am 18. März 1901 legte sie als erste deutsche Frau an der Universität Halle das medizinische Staatsexamen ab.

## Leben
Ida Democh-Maurmeier besuchte eine höhere Töchterschule in Lyck, bestand 1895 ihr Lehrerinnenexamen und arbeitete dort ein halbes Jahr als Privatlehrerin, bis ihr Entschluss feststand, dass sie Ärztin werden wollte.
Am 24. April 1899 hatte der Deutsche Bundesrat beschlossen, Frauen zu den Staatsprüfungen der Medizin, Zahnmedizin und Pharmazie zuzulassen, sofern sie die hierzu nötigen Studiennachweise erbringen konnten. Diese mussten sie allerdings noch im Ausland erwerben, denn erst vom Wintersemester 1908/09 an konnten Studentinnen voll eingeschriebene Mitglieder an Universitäten werden.
Daher nahm Ida Democh zunächst in Zürich ihr Medizinstudium auf. Kurz darauf bekam sie jedoch an der Universität Halle eine Sondergenehmigung, sodass sie am 18. März 1901 das deutsche Staatsexamen und ihre Promotion absolvieren konnte, womit sie als erste Frau in Deutschland eine Approbation als Ärztin erhielt. Im gleichen Jahr bestanden an den Universitäten Freiburg, Halle und Königsberg noch acht weitere Frauen (darunter Ethel Blume) die medizinische Staatsprüfung und erhielten auf dieser Grundlage bis 1902 ihre Approbation als Ärztinnen. 
Nach ihrer Promotion am 30. März 1901 in Halle und der klinischen Fachausbildung in Dresden eröffnete sie 1904 dort eine Praxis für Kinder-, Frauenkrankheiten und Geburtshilfe. 1909 heiratete Ida Democh den Justizrat Robert Maurmeier (* 13. August 1862 – 13. Mai 1931), ein Komponist und Schriftsteller, der sich auch für die Frauenemanzipation einsetzte, und übersiedelte nach München. Hier war Ida Democh-Maurmeier als Gynäkologin in ihrer eigenen Praxis erfolgreich tätig. Gleichzeitig hatte sie die Möglichkeit als Chirurgin zu arbeiten.
Während des Ersten Weltkriegs engagierte sie sich in der Krankenschwesternausbildung für die Kriegslazarette. Später wurde sie für ihre Verdienste mit dem Ludwig-Kreuz ausgezeichnet.
Außerdem war sie Herausgeberin verschiedener Fachzeitschriften sowie belletristischer Literatur und übersetzte aus dem Niederländischen. 
Seit 1913 war Ida Democh-Maurmeier Mitglied der Gynäkologischen Gesellschaft München. In den Mitgliederlisten der Bayerischen Gesellschaft für Geburtshilfe und Frauenheilkunde (BGGF) wird sie 1929 und 1936 geführt.
Eine toxische Handlähmung zwang sie 1936 ihre Praxis aufzugeben und sich nur noch ihren wissenschaftlichen Privatstudien zu widmen. Seit 1937 wohnte sie in Dachau.

## Nachwirkung
Ida Democh-Maurmeier blieb kinderlos und errichtete nach dem Tod ihres Mannes aus dem stattlichen Vermögen eine Stipendienstiftung, zu deren Treuhänderin sie die Ludwig-Maximilians-Universität München (LMU) bestimmte. Zusammen mit dem Stiftungsvermögen, das insbesondere aus zwei Immobilien in Dachau und Herrsching am Ammersee besteht, kam auch ein Gemälde in den Besitz der LMU. Dabei handelt es sich um ein Porträt von Ida Democh-Maurmeier.
Die Stiftung unterstützt Studierende der Medizinischen und der Juristischen Fakultät an der LMU München, unter Bevorzugung des weiblichen Geschlechts.

## Werke
- Ida Democh: Ein Beitrag zur Lehre von der spastischen Spinalparalyse. In: Archiv für Psychiatrie und Nervenkrankheiten 33 (1900) Heft 1, S. 188–205.
- Ida Democh: Die vaginalen Totalextirpationen des Uterus aus der Hallenser Frauenklinik vom 1. Oktober 1896 bis 1. Januar 1901. Halle-Wittenberg, Univ., Diss. Halle an der Saale, 1901, 26 S.
- J. A. Jasucks-Democh [= Ida Democh-Maurmeier]: Märchen für Erwachsene. München: Verlag R. Rother, 1927, 103 S.
- Robert Maurmeier: Knospen, Blüten und Früchte aus dem Dichtergarten. Hrsg. von Ida Democh-Maurmeier. 2 Bände. München: J. G. Weiss'sche Buchdruckerei, Bd. 1 [1932], 240 S. und Bd. 2 (1935), 333 S.